# Pucov (okres Dolný Kubín)
Pucov je obec na Slovensku, v okrese Dolný Kubín v Žilinském kraji, na Oravě. Žije v něm 895 obyvatel.

## Historie
První stopy svědčící o pobytu člověka v místech, kde je Pucov, pocházejí z pravěku. V blízkosti obce se našly bronzové předměty z doby bronzové. Obec byla založena až v roce 1550 během valašské kolonizace. Vznikla jako osada podle valašského práva a patřila pod Oravské panství. Název potoka i vesnice patří do skupiny slova pouť, pěšinka – cesta, chodník. Název obce pochází od jména potoka Pucov. Zmínka o potoku byla ještě předtím, než vznikla obec. V listině krále Ludvíka z roku 1369 se povoluje klučení lesa v okolí dnešních Leštin. Obyvatelé se zabývali zemědělstvím, dobytkářstvím a kamenictví. Během první republiky byla v obci výheň, pila a rozvinuté tkalcovství.

## Přírodní poměry
Obec leží v nadmořské výšce 573 metrů a její katastrální území má výměru 9,95 km². Ve správním území obce leží přírodní památka Pucovské zlepence.

## Pamětihodnosti
- Kostel svatého Ondřeje: katolický ve stylu klasicismu z let 1801–1805
- Socha Panny Marie – lidová dřevořezba ze začátku 19. století
- Lidová kalvárie, ve stylu baroka ze začátku 19. století
- Kamenné a litinové kříže na hřbitově z přelomu 19. století